# Континентальный бульдог
Континентальный бульдог (нем. continental bulldog) — швейцарская порода собак, полученная путём скрещивания английского и староанглийского бульдога. В 2022 году порода Континентальный бульдог была признана FCI.

## История и происхождение
В начале XXI века в Швейцарии разгорелись дискуссии по поводу ужесточения законов по охране животных и правил селекционной деятельности. Предстояло ввести законы, запрещающие выводить и содержать животных с особенными характеристиками, в особенности с аномалиями в строении тела и поведении. Поэтому Имельда Ангерн решила вывести бульдога, в соответствии с новыми законами. Летом 2001 года с разрешения Швейцарского Кинологического общества появился первый помёт из Английского бульдога и Староанглийского бульдога. Эти собаки выводились в дальнейшем под наименованием Pickwick Bulldogs Old Type.
Быстро стало ясно, что обратное скрещивание в английского бульдога невозможно, так как страна, издающая стандарт породы, — Англия — этого не разрешала. Но селекционная программа выглядела многообещающей: скрещивания показывали, что улучшение состояние здоровья английского бульдога требовало создания новой породы, сильно схожей с первоначальными бульдогами. Была создана рабочая группа, которая работала над признанием новой породы бульдога. Были отобраны 70 собак и  подано заявление на внесение этих собак в реестр швейцарской родословной. После этого, Центральному Комитету (SKG) пришлось иметь дело с этим проектом. 15 сентября была признана новая порода Континентальный бульдог. Решение и действия по формированию новой породы были приняты в консультации совместно с FCI. 5 Декабрь 2004 года был основан клуб Швейцарии Континентального бульдога (CBCS).
В 2022 году континентальный бульдог был признан Международной Кинологической Федерацией (FCI).

## Описание
Континентальный бульдог — бульдоговидная собака среднего размера с короткой шерстью, мускулистым телом и средней головой.
Голова собаки квадратная, череп плоский, морда широкая. Нос широкий с большими ноздрями, губы толстые и чёрные. Допускается выступ нижней челюсти до 10 мм. Глаза круглые, широко расставленные, коричневого цвета. Уши посажены высоко, маленькие и тонкие. Шея и спина короткие и сильные, грудь глубокая, ребра округлые. Хвост посажен низко, крепкий и доходит до скакательного сустава. Передние ноги прямые, очень толстые и сильные, задние ноги крепкие, мускулистые и параллельные.
Кожа бульдога эластичная, на теле складок нет, на голове могут быть небольшие. Остевой волос короткий и плотный, блестящий. Подшерсток короткий, частый и тонкий, может отсутствовать. Нос чёрный независимо от окраса. Однотонный, тигровый или в сочетании с белым, с или без чёрной маски.
Рост кобелей составляет 42-50 см, сук — 40-48 см. Вес составляет 30 и 25 кг для кобелей и сук соответственно.

## Характер
Внимательный, уверенный в себе, дружелюбный, не агрессивный, не застенчивый. Спортивный молосс с покладистым характером, дома ведёт себя тихо, но сопровождает при семейных прогулках, не требуя длинных путешествий.